# Polydistortion
Polydistortion è il secondo album in studio del gruppo musicale islandese GusGus uscito nel 1997 per 4AD. Si tratta del primo disco della band sotto etichetta musicale e contiene delle tracce già presenti in altre pubblicazioni indipendenti, fra cui "Is Jesus Your Pal?", cover dei connazionali Slowblow.

## Tracce
Tra parentesi sono indicati gli scrittori delle canzoni, comprendendo musiche e testi.
1. Oh (edit) – 1:16 (Daníel Ágúst, Herb Legowitz, Arthur Lyman)
2. Gun – 6:08 (Daniel Ágúst)
3. Believe – 7:18 (Daniel Ágúst, Páll Gardarsson, Siggi Kjartansson, Robert "Kool" Bell, Ronald Bell, Donald Boyce, Robert "Spike" Mickens, Claydes Charles Smith, Dennis Thomas, Rick Westfield)
4. Polyesterday – 4:52 (Daniel Ágúst)
5. Barry – 5:57 (Daniel Ágúst, Magnús Jonsson)
6. Cold Breath '79 – 6:42 (Páll Gardarsson, Siggi Kjartansson)
7. Why? (feat. Emilíana Torrini) – 4:04 (Magnùs Jonsson)
8. Remembrance – 8:06 (Magnùs Jonsson)
9. Is Jesus Your Pal? (feat. Emilíana Torrini) – 3:34 (Slowblow)
10. Purple – 8:01 (Herb Legowitz, Birgir "Biggi" Thorarinsson, Ian Wright, Peter Coyle, Stephen Cummerson)
11. Polybackwards (ghost track) – 5:00

### Limited edition bonus disc
1. Cold Breath '79 (Husmix) – 5:02
2. Believe (Omid 16B remix) – 7:23
3. Believe (LFO remix) – 5:11
4. Polydistortion – 8:06

## Formazione

### Musicisti
- GusGus - testi, composizione, arrangiamento
- Páll Borg - arrangiamento
- Emilíana Torrini - voce
- Mark Bell - composizione

### Personale tecnico
- GusGus - produzione, missaggio
- Páll Borg - missaggio, produzione
- Mark Bell - produzione